# FOURVALLEY
FOURVALLEY（フォーバレー）は東京都にあったライブハウス。
1982年（昭和57年）、新宿区四谷のビル地下にあったミスタースリムカンパニーの常設劇場「D-Dayシアター」跡地にオープン。その後、2006年（平成18年）まで四谷に在ったことから「四谷フォーバレー」とも呼ばれた。四谷時代の収容人数は座席で80人、スタンディングで200人。
80年代後半から90年代後半にかけては安全地帯、X、C-C-B、ノーマ・ジーン、爆風スランプ、BARBEE BOYS、LUNA SEA、山崎まさよしなど多様なバンドやシンガーの活動の場となった。
2001年（平成13年）に同じビル内に姉妹店として四谷天窓が、2004年にはその2号店として四谷天窓.comfortがオープンしたが、2006年に全店がビルから退去することになり、天窓は9月に高田馬場に移転。フォーバレーは2006年9月3日に一旦営業を中止し、2007年1月に墨田区両国のガラス会館地下1階に移転したが、2009年11月に運営会社から独立して名称を両国SUNRIZEと改めたため、フォーバレーは27年の歴史に幕を下ろした。